# سندروم بلوبری مافین
سندرم بلوبری مافین  (به انگلیسی: Blueberry muffin baby) پورپورای منتشری است که در نتیجۀ خونسازی خارج از مغز استخوان در نوزادان ایجاد می‌شود. : 826 پورپورا اغلب در تمام بدن پخش می‌ِشود، اما بیشتر در ناحیۀ تنه، سر و گردن رخ می‌دهد. این نام به علت شباهت ظاهری آن به مافین بلوبری انتخاب شده است.

## علل
این بیماری در ابتدا مشخصۀ سرخجه در نظر گرفته شد، اما در حال حاضر به طور بالقوه با بسیاری از بیماریهای دیگر مرتبط است، بیماری‌هایی مانند سیتومگالوویروس، نوروبلاستومای متاستاتیک و لوسمی مادرزادی.

## تشخیص
تشخیص بر اساس بررسی آزمایشگاهی انجام می‌شود.